# John W. Martin

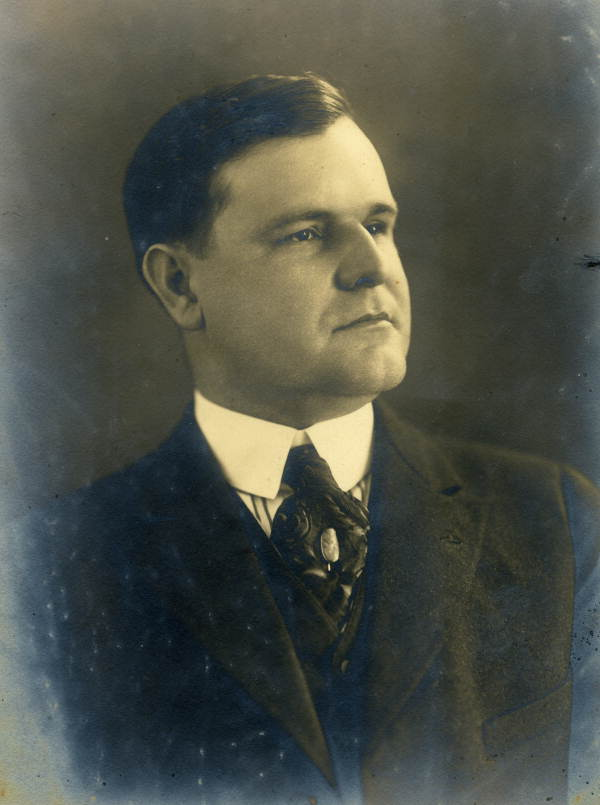
John W. Martin

John Wellborn Martin (* 21. Juni 1884 in Plainfield, Florida; † 22. Februar 1958 in Jacksonville, Florida) war ein US-amerikanischer Politiker und von 1925 bis 1929 der 24. Gouverneur des Bundesstaates Florida.

## Frühe Jahre und politischer Aufstieg
Nach der Schule studierte John Martin Jura und wurde im Jahr 1914 als Anwalt zugelassen. Daraufhin praktizierte er in Jacksonville. Im Jahr 1917 wurde Martin zum Bürgermeister dieser Stadt gewählt. Nach zweimaliger Wiederwahl blieb er bis 1924 im Amt. Im Jahr 1924 konnte er sich in den Vorwahlen der Demokratischen Partei durchsetzen und die Nominierung der Partei zum Spitzenkandidaten für die anstehende Gouverneurswahl erringen. Das war damals gleichbedeutend mit dem Wahlsieg, da die Republikanische Partei zu jener Zeit sehr schwach, und in Florida chancenlos war. 

## Gouverneur von Florida
Martins vierjährige Amtszeit begann am 6. Januar 1925. Er hatte das Glück, dass seine Amtszeit in eine Periode des wirtschaftlichen Aufschwungs fiel. In seiner Amtszeit wurde das Straßennetz des Landes ausgebaut, um dem gestiegenen Automobilverkehr gerecht zu werden. Der Gouverneur setzte sich auch für eine Verbesserung des Schulsystems ein. So wurden für die unteren Schulklassen kostenlose Schulbücher zur Verfügung gestellt. Zur gleichen Zeit nahm der Tourismus in Florida zu und brachte zusätzliche Einnahmen. Auch Landspekulanten kamen nach Florida und erwarben Grundstücke. Viele Reiche aus dem Norden entschlossen sich, dem dortigen harten Winter zu entgehen, und bauten in Florida Zweitwohnungen, um den Winter zu überbrücken. Ebenfalls in seiner Amtszeit wurde eine Industrieanlage erbaut, in der behinderte Gefangene arbeiten konnten.
Nach ihm ist Martin County in Florida benannt.

## Weiterer Lebensweg
Da die Staatsverfassung eine direkte Wiederwahl untersagte, bewarb sich Martin im Jahr 1928 erfolglos um einen Sitz im US-Senat. Am 8. Januar 1929 musste er sein Amt als Gouverneur an seinen Nachfolger Doyle E. Carlton übergeben. Im Jahr 1932 bemühte er sich erfolglos um eine erneute Kandidatur zum Gouverneur. Ab 1942 war er Konkursverwalter der Eisenbahngesellschaft Florida East Coast Railway. John Martin starb 1958 in Jacksonville. Er war mit Charlotte Wilt Pepper verheiratet, mit der er ein Kind hatte.